# Белополь (Хмельницкая область)
Белополь (укр. Білопіль) — село в Шепетовском районе Хмельницкой области Украины.
Население по переписи 2001 года составляло 460 человек, а в настоящее время — меньше 100 человек. Почтовый индекс — 30440. Телефонный код — 3840. Занимает площадь 122 км². Код КОАТУУ — 6825480203.

## Местный совет
30440, Хмельницкая обл., Шепетовский р-н, с. Мокиевцы, ул. Овчарука, 35